# Stadio Dino Manuzzi
O Stadio Dino Manuzzi é um estádio de futebol localizado na cidade de Cesena, na Itália. Pertence a AC Cesena e possui capacidade para 23.860 pessoas.